# Phylloscopus ruficapilla
Phylloscopus ruficapilla е вид птица от семейство Phylloscopidae.

## Разпространение
Видът е разпространен в Замбия, Зимбабве, Кения, Лесото, Малави, Мозамбик, Свазиленд, Танзания и Южна Африка.